# Сикуко
Сикуко (исп. Cicuco) — город и муниципалитет на севере Колумбии, на территории департамента Боливар.

## История
Сикуко возник путём объединения городов Эль-Лимон и Пунта-де-Картахена в 1994 году.

## Географическое положение

Муниципалитет Сикуко

Город расположен в центральной части департамента, на берегах протоки Каньо-дель-Виола (Каньо-де-Сикуко) реки Магдалена, на расстоянии приблизительно 150 километров к юго-востоку от города Картахена, административного центра департамента. Абсолютная высота — 19 метров над уровнем моря.

Муниципалитет Сикуко граничит на юге с территорией муниципалитета Санта-Крус-де-Момпос, на севере и востоке — с муниципалитетом Талайгуа-Нуэво, на западе — с муниципалитетом Маганге. Площадь муниципалитета составляет 103 км².

## Население
По данным Национального административного департамента статистики Колумбии, совокупная численность населения города и муниципалитета в 2015 году составляла 11 118 человек.
Динамика численности населения муниципалитета по годам:
| 2005   | 2006   | 2007   | 2008   | 2009   | 2010   | 2011   | 2012   | 2013   | 2014   | 2015   |
| ------ | ------ | ------ | ------ | ------ | ------ | ------ | ------ | ------ | ------ | ------ |
| 11 094 | 11 089 | 11 078 | 11 075 | 11 073 | 11 077 | 11 087 | 11 085 | 11 105 | 11 110 | 11 118 |

Согласно данным переписи 2005 года мужчины составляли 52,1 % от населения Сикуко, женщины — соответственно 47,9 %. В расовом отношении негры, мулаты и райсальцы составляли 64,7 % от населения города; белые и метисы — 35,2 %; индейцы — 0,1 %.
Уровень грамотности среди всего населения составлял 79,3 %.

## Экономика
Основу экономики Сикуко составляют сельское хозяйство, нефтедобыча, производство химикатов и пластмасс, лесозаготовка, а также рыболовство.

54,5 % от общего числа городских и муниципальных предприятий составляют предприятия торговой сферы, 31 % — предприятия сферы обслуживания, 14,4 % — промышленные предприятия, 0,1 % — предприятия иных отраслей экономики.

## Транспорт
Через город проходит национальное шоссе № 78 (исп. Ruta Nacional 78).